# ووآنی
ووآنی (به لاتین: Vouani) یک منطقهٔ مسکونی در اتحاد قمر است که در آنژوان واقع شده‌است.

## خصوصیات
ووآنی  ۱٬۵۶۳ نفر جمعیت دارد.